# Săliște
Săliște là một thị xã thuộc hạt Sibiu, România. Dân số thời điểm năm 2002 là 5781 người.